# Zabójcze promienie
Zabójcze promienie (ang. Solar Flare) – amerykański film sensacyjny z 2008 roku w reżyserii Freda Olena Raya. Wyprodukowany przez Baby Steps Entertainment Inc.

## Opis fabuły
Piętnastoletni Riley (Chris Brochu) interesuje się astrologią. Odkrywa, że wkrótce zostanie zniszczona sieć energetyczna Ziemi. Z pomocą doktor Clark (Tracey Gold) zamierza poinformować o tym Biały Dom. Właściciel korporacji Marshall Pryor (Ted Monte) nie chce na to pozwolić. Katastrofa zapewni mu ogromne zyski.

## Obsada
- Chris Brochu jako Riley
- Tracey Gold jako doktor Clark
- Michelle Clunie jako Jamie
- Anne Marie Howard jako prezenterka TV
- Jordan Tartakow jako młody reporter
- Michael De La Torre jako burmistrz Los Angeles
- Kasan Butcher jako trener Corey
- Ted Monte jako Marshall Pryor
- Cliff De Young jako doktor Kline
- David Purdham jako Hawthorne

i inni